# Финч, Элизабет, 1-я графиня Уинчилси
Элизабет Финч, 1-я графиня Уинчилси (урожденная Хенидж; англ. Elizabeth Finch, 1st Countess of Winchilsea; 9 июля 1556 — 23 марта 1634) — английская пэресса.

## Биография
Элизабет родилась 9 июля 1556 года . Дочь и наследница сэра Томаса Хениджа (1532—1595), который был канцлером герцогства Ланкастерского и вице-камергером двора в последние годы правления Елизаветы I. Ее матерью была бывшая Энн Пойнтц, дочь сэра Николаса Пойнтца и Джоан (урожденной Беркли) Пойнтц.
После смерти её матери в 1593 году её отец 2 мая 1594 года женился во второй раз на Мэри Браун, графине Саутгемптон (1552—1607).

## Личная жизнь
14 ноября 1572 года 16-летняя Элизабет Хенидж вышла замуж за Мойла Финча (ок. 1550 — 18 декабря 1614). Мойл был сыном сэра Томаса Финча и братом Генри Финча. У супругов было одиннадцать детей, включая:
- Теофилиус Финч (2 октября 1573—1619), позже 2-й баронет[6].
- Леди Энн Финч (28 февраля 1574 — 14 октября 1638), вышедшая замуж за сэра Уильяма Твисдена, 1-го баронета[6].
- Хенидж Финч (1576—1580), умерший в детстве.
- Томас Финч, 2-й граф Уинчилси (13 июня 1578 — 4 ноября 1639), который женился на Сесили Уэнтворт, дочери Джона Уэнтворта, члена парламента[6].
- Достопочтенный сэр Хенидж Финч (15 декабря 1580 — 5 декабря 1631), позднее спикер Палаты общин[6].
- Достопочтенный Фрэнсис Финч (род. ок. 1585), адвокат[6].
- Леди Кэтрин Финч, которая вышла замуж за сэра Джона Уэнтворта, 1-го баронета из Госфилда (ок. 1583—1631)[6].

Вскоре после их брака ее муж стал политиком, заседал в Палате общин Англии от Уэймута в 1576—1584 годах, Кента в 1593 году и Уинчилси в 1601 году.
Он служил главным шерифом графства Кент в 1596 и 1605 годах. Он был посвящен в рыцари в 1584 году и награжден титулом баронета в 1611 году. Когда сэр Мойл умер в 1614 году, Элизабет и её сыновья приложили значительные усилия для повышения статуса семьи, и почти девять лет спустя король Яков I Стюарт сделал ее виконтессой Мейдстон. В 1628 году она была дополнительно повышена Карлом I до титула графини Уинчилси. После её смерти в 1634 году её титулы перешли к ее старшему выжившему сыну, сэру Томасу (который уже унаследовал титул баронета своего старшего брата в 1619 году).
Элизабет и сэр Мойл были изоьражены скульптором Николасом Стоуном около 1630 года. Скульптура была создана после смерти сэра Мойла при жизни Элизабет и сейчас экспонируется в Музее Виктории и Альберта в Лондоне. Первоначально она находилась в церкви Святой Марии в Иствуэлле, Кент, которая превратилась в руины в 1950-х годах и теперь принадлежит Friends of Friendless Churches.